# Akai namida/Beehive
Akai namida/Beehive (赤い涙／Beehive? lett. "Lacrime rosse/Alveare") è il terzo singolo maxi ed è stato pubblicato il 9 maggio 2007. Akai Namida fu utilizzata come colonna sonora all'interno del film di Shakugan no Shana. Questo singolo ha raggiunto la posizione #21 nella classifica Oricon e ha venduto un totale di 10,160 copie. È rimasto in tale classifica per quattro settimane.
Il singolo è stato distribuito in edizione limitata CD+DVD (GNCA-0053) e in edizione regolare con il solo CD (GNCA-0054). Il DVD contiene il video promozionale di Beehive.

## Lista tracce
1. Akai namida (赤い涙?) - 4:19
Testi: Mami Kawada
Composizione: Tomoyuki Nakazawa
Arrangiamento: Tomoyuki Nakazawa
2. Beehive - 4:18
Testi: Mami Kawada
Composizione: Tomoyuki Nakazawa
Arrangiamento: Tomoyuki Nakazawa, Takeshi Ozaki
3. Akai mamida (instrumental) (赤い涙?) - 4:19
4. Beehive (instrumental) - 4:16

## Classifica e vendite
| Posizione classifica Oricon (settimanale) | Vendite | Periodo in classifica |
| ----------------------------------------- | ------- | --------------------- |
| 21                                        | 10,160  | 4 settimane           |